# トマチン
トマチン (Tomatine) は、トマトに含まれる糖アルカロイド。同じナス科のジャガイモに含まれるソラニンと類似の構造を持つ。

## 概要
常温常圧では白色の結晶性固体である。殺菌剤の効果を持つ。
昆虫の忌避成分であり、食害に抵抗するため身につけた防衛能力と考えられている。含有量は部位によって大差があり、特に果実ではその成熟に伴い急減する。
含有量(mg/kg) 花 1100、葉 975、茎 896、未熟果実 465、熟した青い果実 48、完熟果実 0.4
物質の毒性を表すマウスの半数致死量（LD50）は32mg/kgで、単純にヒトへ置き換えた場合は完熟果実で数トン、未熟果実でも数kgに相当する。
その一方、トマチンを分解して殺菌作用を無くすトマチナーゼという酵素を生産する微生物もいる。

## 利用
トマチンは、溶液からコレステロールを沈殿させるための試薬として用いられている。また、特定のタンパク質抗原の免疫補助剤として知られている。
トマチンを原料として作られるトマチジンが医薬として注目されている。